# Ева Мартінцова
Ева Мартінцова (Eva Martincová; нар. 4 березня 1975) — колишня чехословацька тенісистка.
Найвищу одиночну позицію світового рейтингу — 94 місце досягла 9 червня 1997, парну — 69 місце — 21 липня 1997 року.
Здобула 1 одиночний та 1 парний титул.
Найвищим досягненням на турнірах Великого шолома було 2 коло в парному розряді.
Завершила кар'єру 2004 року.

## Юніорські фінали турнірів Великого шолома

### Дівчата, парний розряд
| Результат | Рік  | Турнір                               | Покриття | Партнерка       | Суперниці                | Рахунок  |
| --------- | ---- | ------------------------------------ | -------- | --------------- | ------------------------ | -------- |
| Поразка   | 1991 | Відкритий чемпіонат Франції з тенісу | Ґрунт    | Зденька Малкова | Ева Бес Інес Горрочатегі | 1–6, 3–6 |

## Фінали ITF

### Одиночний розряд (1-2)
| турніри $100,000 |
| турніри $75,000  |
| турніри $50,000  |
| турніри $25,000  |
| турніри $10,000  |

| Результат | Ранг | Дата           | Турнір              | Покриття | Суперниця         | Рахунок     |
| --------- | ---- | -------------- | ------------------- | -------- | ----------------- | ----------- |
| Перемога  | 1.   | 2 серпня 1993  | Мюнхен, Німеччина   | Ґрунт    | Ева Хіменес       | 7–6(3), 6–1 |
| Поразка   | 2.   | 6 вересня 1993 | Клагенфурт, Австрія | Ґрунт    | Людмила Ріхтерова | 2–6, 2–6    |
| Поразка   | 3.   | 11 серпня 1996 | Сопот, Польща       | Ґрунт    | Деніса Хладкова   | 3–6, 4–6    |

### Парний розряд (16–23)
| Результат | No  | Дата              | Турнір                    | Покриття   | Партнерка                 | Суперниці                                      | Рахунок                      |
| --------- | --- | ----------------- | ------------------------- | ---------- | ------------------------- | ---------------------------------------------- | ---------------------------- |
| Перемога  | 1.  | 24 вересня 1990   | Малий Лошинь, Югославія   | Ґрунт      | Зденька Малкова           | Анна Мірза Іріна Спирля                        | 6–1, 6–1                     |
| Поразка   | 2.  | 1 жовтня 1990     | Шибеник, Югославія        | Ґрунт      | Зденька Малкова           | Сильвія Чопек Катажина Теодорович              | 7–6, 6–7, 6–7                |
| Поразка   | 3.  | 8 жовтня 1990     | Бол, Югославія            | Ґрунт      | Зденька Малкова           | Магдалена Фейстель Іріна Спирля                | 6–4, 3–6, 1–6                |
| Перемога  | 4.  | 15 жовтня 1990    | Супетар, Югославія        | Ґрунт      | Івона Хорват              | Ігнатьєва Тетяна Сухова Ірина                  | 6–3, 6–3                     |
| Поразка   | 5.  | 18 березня 1991   | Бол, Югославія            | Ґрунт      | Івона Хорват              | Софі Альбінус Мерете Баллінґ-Стокман           | 2–6, 3–6                     |
| Поразка   | 6.  | 25 березня 1991   | Супетар, Югославія        | Ґрунт      | Івона Хорват              | Домініка Горецька Івана Гаврлікова             | 6–2, 2–6, 5–7                |
| Поразка   | 7.  | 8 квітня 1991     | Белград, Югославія        | Ґрунт      | Івона Хорват              | Жанетта Гусарова Зденька Малкова               | 0–6, 6–7(11–13)              |
| Перемога  | 8.  | 24 лютого 1992    | Кастельйон, Іспанія       | Ґрунт      | Павліна Райзлова          | Івона Хорват Жанетта Гусарова                  | 7–5, 2–6, 6–1                |
| Поразка   | 9.  | 30 березня 1992   | Мулен, Франція            | Ґрунт      | Петра Рацлавська          | Інгелісе Дрігейс Сімоне Шилдер                 | 4–6, 5–7                     |
| Поразка   | 10. | 20 квітня 1992    | Барі, Італія              | Ґрунт      | Катержина Крупова-Шишкова | Джастін Годдер Кіррілі Шарп                    | 2–6, 3–6                     |
| Перемога  | 11. | 4 серпня 1992     | Файгінген, Німеччина      | Ґрунт      | Павліна Райзлова          | Йоаннетта Крюгер Елена Пампулова               | 6–4, 6–0                     |
| Поразка   | 12. | 27 липня 1992     | Реда-Віденбрюк, Німеччина | Ґрунт      | Сильвія Штефкова          | Клара Благова Зденька Малкова                  | 6–7(5–7), 4–6                |
| Поразка   | 13. | 26 жовтня 1992    | Саґа, Японія              | Ґрунт      | Катаріна Студенікова      | Хіросе Аяко Янагі Масако                       | 2–6, 0–6                     |
| Поразка   | 14. | 16 листопада 1992 | Маунт-Гамбір, Австралія   | Ґрунт      | Жанетта Гусарова          | Кетрін Берклей Луїс Стейсі                     | 6–7(7–9), 7–6(7–4), 6–7(3–7) |
| Перемога  | 15. | 19 квітня 1993    | Барі, Італія              | Ґрунт      | Лоранс Куртуа             | Яел Сегал Кіррілі Шарп                         | 2–6, 6–4, 6–1                |
| Перемога  | 16. | 28 червня 1993    | Файгінген, Німеччина      | Ґрунт      | Сильвія Штефкова          | Дениса Крайчовичова Катаріна Студенікова       | 6–1 ret.                     |
| Поразка   | 17. | 15 листопада 1993 | Порт-Пірі, Австралія      | Ґрунт      | Тіна Кріжан               | Ліза Макші Ванесса Вебб                        | 6–7(5), 3–6                  |
| Перемога  | 18. | 29 жовтня 1995    | Х'юстон, США              | Тверде     | Елена Пампулова           | Сандра Качіч Трейсі Роджерс                    | 1–6, 6–2, 6–1                |
| Поразка   | 19. | 3 грудня 1995     | Лімож, Франція            | Тверде     | Елена Пампулова           | Ева Меліхарова Гелена Вілдова                  | 3–6, 6–0, 4–6                |
| Поразка   | 20. | 5 лютого 1996     | Вюрцбург, Німеччина       | Килим (i)  | Карін Кшвендт             | Стефані Ґомпертс Стефані Роттьєр               | 2–6, 3–6                     |
| Поразка   | 21. | 23 червня 1996    | Битом, Польща             | Ґрунт      | Ленка Немечкова           | Деніса Хладкова Радка Пеліканова               | 6–7, 4–6                     |
| Перемога  | 22. | 14 липня 1996     | Пухгайм, Німеччина        | Ґрунт      | Алена Вашкова             | Сабіне Гас Павліна Райзлова                    | 6–2, 5–7, 6–1                |
| Поразка   | 23. | 22 липня 1996     | Росток, Німеччина         | Ґрунт      | Деніса Хладкова           | Елізабет Габелер Катажина Теодорович-Лісовська | 4–6, 6–4, 1–6                |
| Перемога  | 24. | 24 листопада 1996 | Нуріоотпа, Австралія      | Тверде     | Алена Вашкова             | Рейчел Макквіллан Кіррілі Шарп                 | 6–3, 6–4                     |
| Поразка   | 25. | 20 липня 1997     | Прага, Чехія              | Ґрунт      | Гелена Вілдова            | Руксандра Драгомір Каріна Габшудова            | 1–6, 7–5, 2–6                |
| Перемога  | 26. | 25 жовтня 1998    | Жуе-ле-Тур, Франція       | Тверде (i) | Ленка Ценкова             | Амелі Кокто Емілі Луа                          | 3–6, 6–4, 7–5                |
| Поразка   | 27. | 30 листопада 1998 | Пршеров, Чехія            | Килим (i)  | Ольга Виметалкова         | Рената Кучерова Лібуше Прушова                 | 7–6(7–3), 1–6, 2–6           |
| Поразка   | 28. | 13 лютого 1999    | Рогашка Слатина, Словенія | Килим (i)  | Светлана Кривенчева       | Тіна Кріжан Катарина Среботнік                 | 5–7, 2–6                     |
| Поразка   | 29. | 20 червня 1999    | Марсель, Франція          | Ґрунт      | Ленка Немечкова           | Хісела Рієра Ралука Санду                      | 4–6, 6–7                     |
| Поразка   | 30. | 5 грудня 1999     | Порт-Пірі, Австралія      | Тверде     | Алена Вашкова             | Керрі-Енн Г'юз Ліза Макші                      | 4–6, 1–6                     |
| Перемога  | 31. | 9 липня 2000      | Файгінген, Німеччина      | Ґрунт      | Віраг Чурго               | Андреа Гласс Ясмін Вер                         | 6–2, 2–6, 6–4                |
| Перемога  | 32. | 8 жовтня 2000     | Макарська, Хорватія       | Ґрунт      | Алена Вашкова             | Мая Палавершич Мая Матевжич                    | 4–2, 4–1, 2–4, 4–2           |
| Поразка   | 33. | 11 червня 2001    | Градо, Італія             | Ґрунт      | Рената Кучерова           | Єлена Костанич-Тошич Магда Міхалаке            | 7–5, 3–6, 5–7                |
| Перемога  | 34. | 3 липня 2001      | Файгінген, Німеччина      | Ґрунт      | Дая Беданова              | Грета Арн Аманда Грем                          | 0–6, 6–3, 6–3                |
| Поразка   | 35. | 6 травня 2002     | Единбург, Велика Британія | Ґрунт      | Вікторія Девіс            | Келлі Лігган Кончіта Мартінес Гранадос         | 7–5, 0–6, 1–6                |
| Перемога  | 36. | 16 вересня 2002   | Люксембург, Люксембург    | Ґрунт      | Ленка Немечкова           | Ева Фіслова Любомира Курхайцова                | 6–1, 6–4                     |
| Перемога  | 37. | 27 жовтня 2002    | Ополе, Польща             | Килим (i)  | Магдалена Зденовкова      | Ольга Виметалкова Габріела Хмелінова           | 7–5, 7–6(5)                  |
| Перемога  | 38. | 22 березня 2004   | Каїр, Єгипет              | Ґрунт      | Гана Шромова              | Раїса Гуревич Катерина Кожокіна                | 6–1, 6–0                     |
| Поразка   | 39. | 30 травня 2004    | Біоград, Хорватія         | Ґрунт      | Клара Яґосова             | Кіка Гоґендорн Бетіна Піркер                   | 2–6, 1–6                     |